# Basketball-Bundesliga 1997-1998
La Basketball-Bundesliga 1997-1998 è stata la 32ª edizione del massimo campionato tedesco di pallacanestro maschile. La vittoria finale è stata ad appannaggio dell'Alba Berlin.

## Risultati

### Stagione regolare
|     | Squadra                 | G  | V  | P  | PF   | PS   | Pt. | Qualificazione                         |
| --- | ----------------------- | -- | -- | -- | ---- | ---- | --- | -------------------------------------- |
| 1.  | Alba Berlino            | 24 | 21 | 3  | 2235 | 1870 | 42  | playoffs                               |
| 2.  | Telekom Baskets Bonn    | 24 | 19 | 5  | 2028 | 1871 | 38  | playoffs                               |
| 3.  | TTL universa Bamberg    | 24 | 15 | 9  | 1889 | 1833 | 30  | playoffs                               |
| 4.  | TVG Basketball Trier    | 24 | 14 | 10 | 2138 | 2099 | 28  | playoffs                               |
| 5.  | TV Tatami Rhöndorf      | 24 | 14 | 10 | 1969 | 1962 | 28  | playoffs                               |
| 6.  | SG FT/MTV Braunschweig  | 24 | 13 | 11 | 2138 | 2046 | 26  | playoffs                               |
| 7.  | SSV ratiopharm Ulm 1846 | 24 | 12 | 12 | 2012 | 2032 | 24  | playoffs                               |
| 8.  | TSV Bayer 04 Leverkusen | 24 | 12 | 12 | 2008 | 2004 | 24  | playoffs                               |
| 9.  | MTV 1846 Gießen         | 24 | 11 | 13 | 1994 | 2026 | 22  | gironi retrocessione/promozione        |
| 10. | Brandt Hagen            | 24 | 9  | 15 | 1859 | 1896 | 18  | gironi retrocessione/promozione        |
| 11. | Basket Bayreuth         | 24 | 8  | 16 | 1768 | 1915 | 16  | gironi retrocessione/promozione        |
| 12. | Oberelchingen           | 24 | 7  | 17 | 1883 | 2041 | 14  | gironi retrocessione/promozione        |
| 13. | USC Freiburg            | 24 | 1  | 23 | 1687 | 2014 | 2   | gironi retrocessione/promozione        |
| 14. | Ruhr Devils             | 24 | 0  | 0  | 0    | 0    | 0   | retrocessa in 2. Basketball-Bundesliga |

### Girone retrocessione/promozione

#### Gruppe 1
|    | Squadra         | G  | V | P | PF  | PS  | Pt. | Qualificazione                |
| -- | --------------- | -- | - | - | --- | --- | --- | ----------------------------- |
| 1. | DJK Würzburg    | 10 |   |   | 874 | 755 | 14  | ammesse alla stagione 1998-99 |
| 2. | USC Freiburg    | 10 |   |   | 790 | 805 | 12  | ammesse alla stagione 1998-99 |
| 3. | Oldenburger TB  | 10 |   |   | 792 | 747 | 10  |                               |
| 4. | Tigers Tübingen | 10 |   |   | 784 | 816 | 4   |                               |
| 5. | SSV Weißenfels  | 10 |   |   | 752 | 794 | 0   |                               |
| 6. | -               |    |   |   |     |     |     |                               |

#### Gruppe 2
|    | Squadra              | G  | V | P | PF  | PS  | Pt. | Qualificazione                |
| -- | -------------------- | -- | - | - | --- | --- | --- | ----------------------------- |
| 1. | Steiner Bayreuth     | 10 |   |   | 962 | 755 | 18  | ammesse alla stagione 1998-99 |
| 2. | Oberelchingen        | 10 |   |   | 990 | 865 | 14  | ammesse alla stagione 1998-99 |
| 3. | BG 74 Gottinga       | 10 |   |   | 941 | 891 | 8   |                               |
| 4. | SportClub Rist Wedel | 10 |   |   | 790 | 869 | 8   |                               |
| 5. | TV Lich              | 10 |   |   | 843 | 974 | 6   |                               |
| 6. | BG Ludwigsburg       | 10 |   |   | 830 | 885 | 6   |                               |

#### Gruppe 3
|    | Squadra                           | G  | V | P | PF  | PS   | Pt. | Qualificazione                |
| -- | --------------------------------- | -- | - | - | --- | ---- | --- | ----------------------------- |
| 1. | MTV 1846 Gießen                   | 10 |   |   | 944 | 7885 | 18  | ammesse alla stagione 1998-99 |
| 2. | Brandt Hagen                      | 10 |   |   | 960 | 801  | 16  | ammesse alla stagione 1998-99 |
| 3. | Basketball-Club Johanneum Hamburg | 10 |   |   | 885 | 853  | 12  |                               |
| 4. | TV Langen                         | 10 |   |   | 820 | 925  | 10  |                               |
| 5. | USC Heidelberg                    | 10 |   |   | 801 | 954  | 2   |                               |
| 6. | TSV Quakenbrück                   | 10 |   |   | 793 | 885  | 2   |                               |

## Playoff
|  | Quarti di finale | Quarti di finale | Quarti di finale |               |             | Semifinali    | Semifinali | Semifinali |  |  | Finali | Finali       | Finali |
|  |                  |                  |                  |               |             |               |            |            |  |  |        |              |        |
|  | 1.               | Alba Berlino     | 4                |               |             |               |            |            |  |  |        |              |        |
|  | 8.               | Bayer Leverkusen | 0                |               |             |               |            |            |  |  |        |              |        |
|  | 8.               | Bayer Leverkusen | 0                |               | 1.          | Alba Berlino  | 3          |            |  |  |        |              |        |
|  |                  |                  |                  |               | 1.          | Alba Berlino  | 3          |            |  |  |        |              |        |
|  |                  | 4.               | TBB Treviri      | 0             |             |               |            |            |  |  |        |              |        |
|  | 4.               | 4.               | TBB Treviri      | 0             | TBB Treviri | 4             |            |            |  |  |        |              |        |
|  | 4.               |                  |                  |               | TBB Treviri | 4             |            |            |  |  |        |              |        |
|  | 5.               | Dragons Rhöndorf | 1                |               |             |               |            |            |  |  |        |              |        |
|  |                  |                  |                  |               |             |               |            |            |  |  | 1.     | Alba Berlino | 3      |
|  |                  |                  | 7.               | SSV 1846 Ulma | 0           |               |            |            |  |  |        |              |        |
|  | 2.               | Telekom Bonn     | 1                |               |             |               |            |            |  |  |        |              |        |
|  | 7.               | SSV 1846 Ulma    | 4                |               |             |               |            |            |  |  |        |              |        |
|  | 7.               | SSV 1846 Ulma    | 4                |               | 7.          | SSV 1846 Ulma | 3          |            |  |  |        |              |        |
|  |                  |                  |                  |               | 7.          | SSV 1846 Ulma | 3          |            |  |  |        |              |        |
|  |                  | 3.               | Bamberga         | 2             |             |               |            |            |  |  |        |              |        |
|  | 3.               | 3.               | Bamberga         | 2             | Bamberga    | 4             |            |            |  |  |        |              |        |
|  | 3.               |                  |                  |               | Bamberga    | 4             |            |            |  |  |        |              |        |
|  | 6.               | Braunschweig     | 1                |               |             |               |            |            |  |  |        |              |        |

| Basketball-Bundesliga 1997-1998 |
| ------------------------------- |
| ALBA Berlin 2º titolo           |

## Formazione vincitrice
| N° | Naz.                   | Ruolo | Sportivo           |  | Alt. |  |
| -- | ---------------------- | ----- | ------------------ |  | ---- |  |
| 4  | Germania (bandiera)    | G     | Henrik Rödl        |  | 200  |  |
| 5  | Germania (bandiera)    | G     | Jörg Lütcke        |  | 200  |  |
| 6  | Germania (bandiera)    | AG    | Henning Harnisch   |  | 202  |  |
| 7  | Germania (bandiera)    | G     | Marko Pešić        |  | 198  |  |
| 8  | Germania (bandiera)    | P     | Mithat Demirel     |  | 180  |  |
| 9  | Germania (bandiera)    | C     | Christian Welp     |  | 213  |  |
| 10 | Germania (bandiera)    | C     | Stephen Arigbabu   |  | 206  |  |
| 11 | Paesi Bassi (bandiera) | C     | Geert Hammink      |  | 213  |  |
| 12 | Stati Uniti (bandiera) | A     | Wendell Alexis     |  | 205  |  |
| 13 | Germania (bandiera)    | G     | Vladimir Bogojevič |  | 196  |  |
| 14 | Germania (bandiera)    | AC    | Stipo Papic        |  | 208  |  |
| 15 | Russia (bandiera)      | P     | Vasilij Karasëv    |  | 193  |  |
|    | Jugoslavia (bandiera)  | All.  | Svetislav Pešić    |  |      |  |

## Premi e riconoscimenti
- MVP regular season:  Wendell Alexis, Alba Berlin